# Бралья, Альберто
Альбе́рто Бра́лья (итал. Alberto Braglia; 23 марта 1883, Кампогаллиано — 5 февраля 1954, Модена) — итальянский гимнаст, трёхкратный чемпион летних Олимпийских игр.

## Биография
Сначала Бралья участвовал в неофициальных Олимпийских играх 1906 в Афинах, на которых он дважды занял второе место в первенствах на 5 и 6 снарядах. Однако эти медали официально не зарегистрированы Международным олимпийским комитетом, так как соревнования прошли без его разрешения.
На Играх 1908 в Лондоне Бралья участвовал в личном первенстве. С результатом 317,00 он занял первое место. На следующей Олимпиаде 1912 в Стокгольме он защитил свой титул, набрав 135,00 очков. На этих же соревнованиях Бралья вошёл в состав итальянской сборной, которая победила в командном первенстве.
На летних Олимпийских играх 1932 в Лос-Анджелесе Бралья уже выступал в роли тренера национальной сборной, которая победила в четырёх дисциплинах, включая личное и командное первенство.
Похоронен на кладбище Сан-Катальдо в Модене. Имя гимнаста с 1957 года носит стадион в Модене.